# Michael Maschka
Michael Maschka (* 1962 en Augsburgo) es un pintor, escultor y diseñador gráfico alemán. Es un artista del Realismo fantástico.

## Biografía
Criado en Augsburgo, Michael Maschka estableció ya a temprana edad contacto con el arte del renacimiento y del barroco. A pesar de que Maschka apenas recibiera ningún impulso artístico de su familia, descubrió muy temprano su pasión por el dibujo y la pintura. Luego de finalizar en Augsburgo una formación artística básica en la escuela técnica, se marchó a Berlín en 1983. Tras obtener la negativa de la Universität der Künste Berlin (UdK), comenzó de momento a estudiar pedagogía social. Profesión que luego practicó hasta 1993. Adicionalmente exponía sus obras en Augsburgo y en Berlín. Como amante del Surrealismo y del Arte Fantástico tuvo en 1994 un encuentro con su artista tan admirado, el pintor austríaco y cofundador de la Escuela Vienesa de Realismo Fantástico, Ernst Fuchs. Fuchs promovió a Maschka. Como asistente trabajó Maschka conjuntamente en varias de sus obras, así por ejemplo, en la iglesia de Fuchs en Thal cerca de Graz. Desde ese tiempo participa Maschka en proyectos de exposiciones en Europa y otros continentes. Hasta el año 2014 fue miembro del grupo „La Herencia de Dali“ fundado en el 2003 por Roger M. Erasmy el cual celebró éxitos en Francia y Alemania con el “Wagón de Dali”. Como cofundador de la „Labyrinthe-Gesellschaft“ (fundada en el 2001) Michael Maschka se ha asignado la meta, de mantener y presentar en exposisiones públicas las obras de Edgar Ende. De esta manera logra el encuentro entre artistas jóvenes con patrocinadores del Arte Fantástico. Hoy vive él en la ciudad de Nördlingen en el sur de Alemania.

## Obra
Michael Maschka es un representante del Realismo Fantástico. El enfoque formal de sus pinturas es realístico y marcado con esmero artístico. De forma meticulosa utiliza las técnicas de los antiguos artistas, a fin de subrayar el mensaje de sus pinturas. El observador ha de ser seducido por el enigma y la palpable sensualidad que sus pinturas fantásticas reflejan. En ese proceso utiliza el vocabulario de la realidad visible para rastrear las estructuras invisibles de la realidad percibida por su mente. En muchas de sus obras aparece la desnudez, la cual para él no representa una superficie de proyección de la sexualidad, sino símbolo de naturalidad y vulnerabilidad.  La figura femenina aparece en sus pinturas en el personaje de Ánima, el lado subconsciente del alma del hombre. A través del medio de la pintura y el grabado intenta él resaltar el Yo relevado y vulnerable en sus retratos. En ese proceso le es importante lograr la consonancia de lo interior, lo subconsciente, con lo retratado en la pintura.
Maschka quiere agudizar con su arte la percepción del observador, a fin de que éste alcance a ver y entender entre bastidores el mundo por él diseñado. En sus pinturas hace alusión frecuente a motivos de las mitologías germánicas y griegas, pues para él éstas contienen la lengua universal milenaria del arqueotipo, esa lengua que no se ha dejado influenciar ni por el tiempo y ni por las diferentes culturas y que el ser humano entiende de forma intuitiva. Esos motivos que giran alrededor del tema de la destrucción y renovación de la naturaleza o del ser humano, constituyen una parte considerable de su lenguaje pictórico. Estos han de causar pensamientos, los cuales se creían perdidos hace tiempo, pero que en realidad vivían en nuestro subconciente. La simbología de su pintura tiene como objetivo el posicionar al observador en la meditación permitiendo así el descubrimiento del mundo sensual no alcanzable de inmediato pero ocultado detrás de la realidad visible.

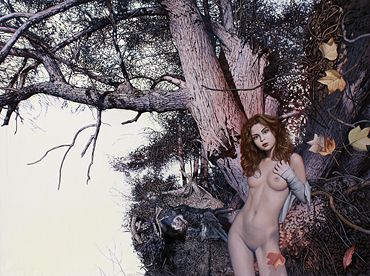
Ninfa en el bosque
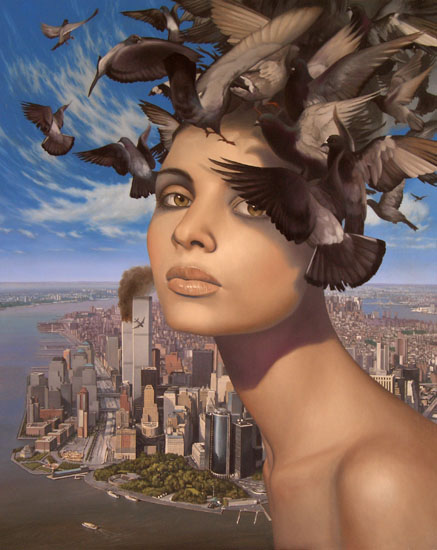
Aire y tierra
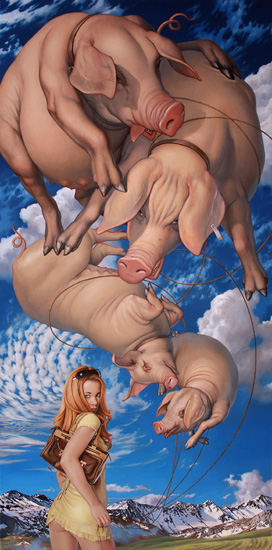
Cerdos voladores
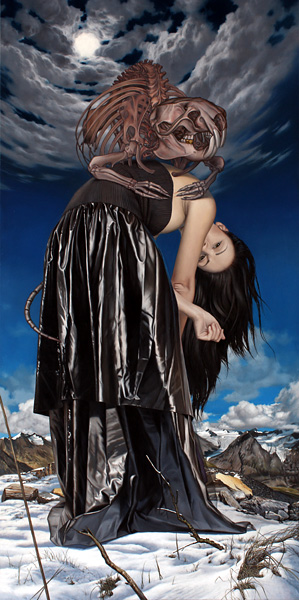
La muerte y la niña
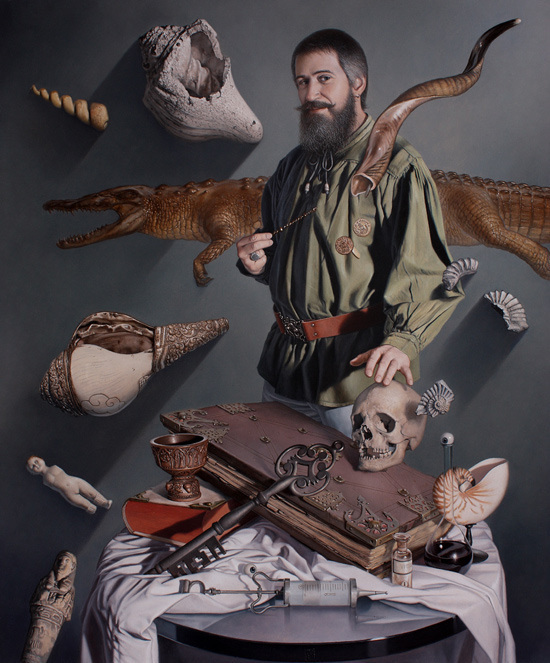
Retrato MM
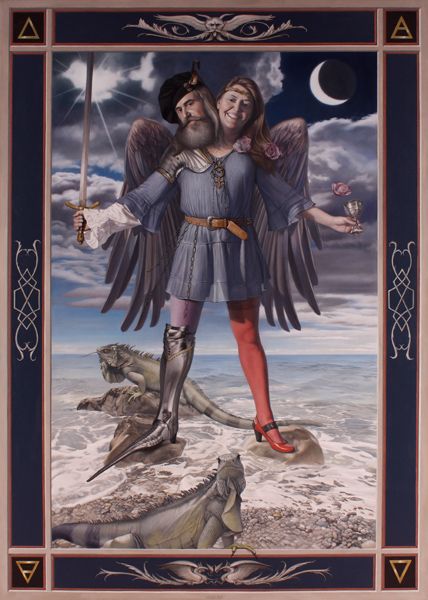
Hermafrodita
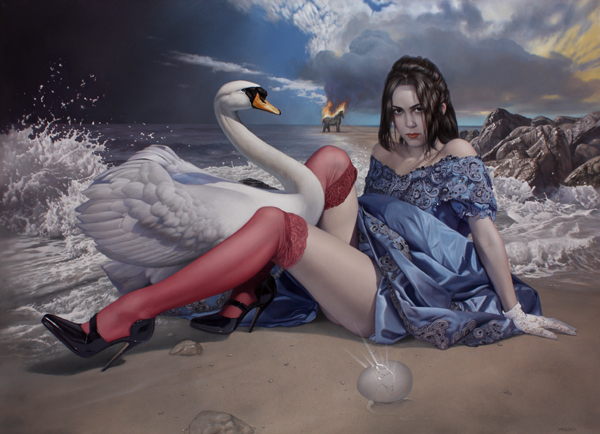
Leda y el cisne
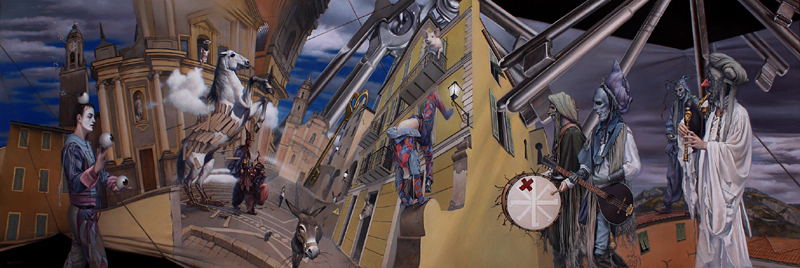
Caballo de Troya

## Exposiciones (Selección)
- 1994: Du Fantastique au Visionnaire, Le Zittele, Venecia, Italia
- 1997: An den Quellen der Phantastik, Galerie Villa Rolandseck, Remagen, Alemania
- 1998: Fantastic Realism, St. Petersburg Museum, Otaru, Japón
- 2001: Mythen - Bilder verborgener Welten, Schloss Honhardt, Baden Württemberg, Alemania
- 2002: Parfums des femmes, 3. Biennale der Phantastischen Kunst, Saint-Germain-en-Laye, Paris, Francia
- 2002: The Hart Gallery, Palm Desert, California, USA
- 2003: Les héritiers de Dali, Espace Berthelot, Lyon, Francia
- 2005: Hommage an H. Ch. Anderson, Schloss Voergaard, Dinamarca
- 2005: Phantastische Welten, Zitadelle Spandau, Berlín, Alemania
- 2006: Salon de l'art fantastique européen, Les Thermes, Le Mont Dore, Francia
- 2007: Dalis Erben malen Europa, Parlamento Europeo, Bruselas, Bélgica
- 2007: Apokalypse, Musee d'Art Fantastique de Brussels, Bélgica
- 2008: Women of the world, Galerie Princesse de Kiev, Niza, Francia
- 2009: International Peace Art Exhibition, Palacio Pignatelli, Barcelona, España
- 2010: Plastica Narboria, Hotêl de Ville, Saint-Avold, Francia
- 2010: Le Grand Palais, Paris, Francia
- 2011:  SAFE  2011, Le Mont-Dore, Francia
- 2011:  PhantaMorgana, Rathaus Viechtach, Alemania
- 2012: IMAGO-Phantastic Art, Schloss Riegersburg, Austria
- 2012: Dalis Erben, Phantastenmuseum Viena, Austria
- 2013: Michael Maschka, Rathaushalle Kitzingen, Alemania
- 2013: Dalis Erben, Grand Palais, Paris, Francia
- 2014: Ungleiche Geschwister, Trierenberg Art, Traun, Austria
- 2015: Zwischen den Welten, Galerie CALLAS, Bremen, Alemania

## Distinciones
- 2007: Premio de arte, ciudad Le Mont Dore, Francia[13][12][14]
- 2010: Medalla de bronce, Société des artistes français, Grand Palais, Paris, Francia[13][15]

## Publicaciones
- Vom Sehen zum Schauen, 1998 (Monografía).
- Der Meisterträumer, 2015 (Novela), ISBN 978-39-575107-7-8